# Vincenc Zusner
Vincenc Zusner (slov. Cuznar), slovenski podjetnik in pesnik, * 17. januar 1804, Škofja Loka, † 12. junij 1874, Gradec.

## Življenje in delo
Zaradi težkih gmotnih razmer je moral zatreti željo po šolanju. Šel je v uk za trgovskega vajenca. Zanimal se je za prodajne izdelke, predvsem za loščilo. Da bi bil neodvisen, je sprejel mesto pisarja na graščini Gross Söding pri Voitsbergu (blizu Gradca), v prostem času se ukvarjal s poskusi. Leta 1825 se je preselil v Gradec, ustanovil podjetje, ki je izdelovalo takšno loščilo, ga uspešno prodajal do Neaplja, Carigrada in celo v Brazilijo.
Leta 1844 je podjetje prodal ter se kot premožen zasebnik posvetil pesnjenju v nemščini, izpopolnjevanju izobrazbe in učenju jezikov, (npr. srbskega in ruskega).
Pesniti je začel pozno. Prvo pesem je objavil leta 1828, nato pa bolj pogosto po letu 1832. Izdal je nekaj pesniških zbirk.